# Черновин, Хая
Хая Черновин (идиш Chaya Czernowin‎; род. 7 декабря 1957, Хайфа) — израильский композитор и педагог.

## Биография
Училась музыке в Тель-Авиве, затем в Берлине у Дитера Шнебеля и, наконец, в Калифорнийском университете у Брайана Фернихоу.

## Преподавательская деятельность
В 1990—1998 преподавала на летних курсах в Дармштадте, в 1993—1994 — в Токио. В 1997—2006 была профессором композиции в Калифорнийском университете, с 2006 — профессор композиции в Венском университете музыки и театрального искусства. Приглашенный профессор в университетах США, Швеции, Кореи. С 2003 руководит Международной летней академией для молодых композиторов в Штутгарте.

## Произведения

### Оперы
- Pnima...ins innere (2000, по новелле Давида Гроссмана)
- Adama (2006, реконструкция оперы Моцарта  «Заида» по сохранившемуся фрагменту)

### Другие сочинения
- Ina (1988)
- Manoalchadia для двух женских голосов и бас-флейты (1988)
- Behind their words (1991)
- Dam Sheon Hachol, струнный секстет (1992)
- Tris для перкуссии соло (1993)
- Amber для большого оркестра (1993)
- A map of a recurrent dream (1994)
- Струнный квартет (1994-1995)
- Die Kreuzung для аккордеона, альт-саксофона и контрабаса (1995)
- Shu Hai practices javelin для женского голоса, магнитофонной ленты и живой электроники (1996-1997)
- Six miniatures and a simultaneous song для трио и квартета (1998)
- Maim zarim, maim gnuvim (2002)
- Afatsim, нонет  (2003)
- Excavated dialogues для смешанного ансамбля западных и восточных инструментов (2003)
- Winter Songs для ансамбля и живой электроники (2003-2004)
- Pilgerfahrten для детского хора и инструментального ансамбля из 20 исполнителей (2006)
- Sheva (2008)
- Sahaf (2008)

## Признание
Баварская театральная премия (2000), поощрительная премия Эрнста Сименса (2003) , премия Фонда Рокфеллера  (2004) и др.